# Molophilus nitidus
Molophilus nitidus là một loài ruồi trong họ Limoniidae. Chúng phân bố ở miền Tân bắc.